# Didier-François d'Arclais de Montamy
Didier-François d’Arclais de Montamy, né à Montamy en 1702 et mort à Paris en 1765, est un savant français.

## Biographie
Premier maître d’hôtel du duc d’Orléans, D’Arclais était un homme instruit, qui cultivait les beaux-arts et qui a laissé quelques ouvrages estimés, notamment : la Lithogéognosie ou Examen des pierres et des terres (Paris, 1753, 2 vol. in-12), traduit de l’allemand de Johann Heinrich Pott (1692—1777); Traité des couleurs pour la peinture en émail et sur la porcelaine, précédé de l’Art de peindre sur l’émail (Paris, 1765), ouvrage posthume publié par Diderot.
L’Encyclopédie de Diderot et D’Alembert lui doit la partie sur l’émail dans l’article « porcelaine » (vol. VII, 117-22).

## Sources
- Pierre Larousse, Grand Dictionnaire universel du XIXe siècle, vol. 11, Paris, Administration du grand Dictionnaire universel, p. 486.